# Абдагас I
Абдагас (Абдагез, Абдагаз, англ. Abdagas, Abdagases) — индо-парфянский царь, племянник Гондофара, правивший по разным источникам от первых десятилетий I века н. э. до вполне конкретных 50-60 гг. н. э., 60-65 г н. э. или 50-70 гг. н. э. на территории Гандхара и вдоль некоторой части реки Инд в качестве наместника Гондофара. После смерти Гондофара и распада его державы, Абдагас наследует Гандхару. Абдагас является отцом Синнака — одного из «наиболее родовитых и богатых парфян», инициатора отправления тайного посольства к римскому императору Тиберию с просьбой о поддержке мятежа против Артабана III. Сведения о точных датах правления Абдагаса скудны, как и сами источники, которые часто противоречат друг другу.
С. Брунер (C.J. Brunner) в своей Encyclopedia Iranica упоминает Абдагаса как «великого царя» из династии Пехлевидов (Аршакидов). В качестве дополнительного источника, свидетельствующего о существовании Абдагаса можно привести монеты, чеканенные из меди и бронзы биллонного характера. На монетах Абдагаса появляются знаки парфянского письма, так называемого пехлеви. Поскольку в Парфии первые надписи пехлевийской письменности появляются на монетах Вологеза I (51-77/78 гг. н. э.), предполагается, что Абдагас был его современником. Монеты с изображением Абдагаса стилистически сходны с монетами Гондофара.
Об Абдагасе упоминает Тацит в своих Анналах. Инициаторами мятежа против Артабана III называются Абдагас, его сын Синнак и евнух Абд, намеревавшиеся посадить Тиридата III на парфянский трон. Нельсон Дибвойз называет Абдагаса «главным советником» Тиридата III. О роли Абдагаса в мятеже, поддержанном римлянами, Тацит говорит следующим образом: «войско Тиридата усиливает также Синнак, и столп партии Абдагез [Абдагас] добавляет к этому царские сокровищницу и облачение». Мятеж закончился неудачей: будучи сначала ослабленным, но впоследствии получивший поддержку от противников Рима, Артабан III вернул себе власть, в то время как Абдагас отступил в Месопотамию.
После смерти Гондофара его индо-парфянское царство ослабевает, начинается смута и откровенная борьба за власть. Наследовавшие ему лица, видимо, не обладали уже таким могуществом, хотя по-прежнему поддерживали и даже рекламировали свои парфянские связи. В одном из древних источников сообщается, что над областями к северу от низовий Инда властвуют парфянские цари, постоянно изгоняющие друг друга. В результате держава Гондофара распалась на несколько независимых государств и Абдагас наследует Гандхару. Впоследствии, Кадфиз I смещает правителей Гандхары и включает эту область в состав Кушанского царства.